# Andrea Millevoi
Andrea Millevoi (Roma, 4 febbraio 1972 – Mogadiscio, 2 luglio 1993) è stato un militare italiano, sottotenente nell'8º Reggimento "Lancieri di Montebello", insignito della medaglia d'oro al valor militare alla memoria.

## Biografia
Nel 1992, durante il servizio militare di leva, Andrea prese parte per alcuni mesi all'Operazione Vespri siciliani. Nell'aprile 1993 firmò la rafferma e accettò di partecipare alla missione ITALFOR Ibis, in Somalia, nell'ambito della missione umanitaria UNOSOM II; partì il 26 giugno 1993 e fu assegnato presso la sede del comando ITALFOR di stanza a Balad.
Il 2 luglio successivo prese parte all'operazione Canguro 11, un'attività di rastrellamento condotta a Mogadiscio, nel quartiere di Haliwa, presso il quale sorgeva un ex pastificio della Barilla. Il sottotenente era capo equipaggio di una autoblindo Centauro appartenente al Raggruppamento Bravo, comandato dal colonnello Pierluigi Torelli; pressoché ultimata l'operazione, la colonna di mezzi, già in procinto di fare ritorno a Balad, fu fatta affluire verso l'area del pastificio per fornire sostegno alle truppe del Raggruppamento Alfa, dirette verso il porto vecchio. 
Raggiunta l'area degli scontri attraverso una strada parallela alla Via Imperiale, alcuni VCC furono circondati da centinaia di civili, i quali misero la zona a ferro e fuoco ed impedirono alla colonna di procedere. In quel frangente, i miliziani somali iniziarono dall'alto a sparare raffiche di kalashnikov sui militari, ormai circondati, tra cui Andrea Millevoi, che venne colpito mortalmente.
Millevoi fu il terzo caduto italiano in quella che viene ricordata come battaglia del pastificio, nella quale persero la vita anche il paracadutista di leva Pasquale Baccaro ed il sergente maggiore Stefano Paolicchi. I funerali di Stato furono celebrati il 5 luglio a Roma, nella Basilica di Santa Maria degli Angeli e dei Martiri, in presenza del Presidente della Repubblica Oscar Luigi Scalfaro.
In sua memoria, diverse le dediche che a Roma sono state riservate ad Andrea: una strada dell'Ardeatino, una scuola dell'infanzia, una sala di Palazzo Barberini. A lui è inoltre dedicata la base Millevoi di Shama, dove è stanziato il contingente militare italiano in Libano (UNIFIL).

## Onorificenze e decorazioni
- Medaglia d'Oro al Valor Militare alla memoria
- Croce commemorativa per le operazioni militari in Somalia
- Medaglia "in servizio della Pace" UNOSOM
- Medaglia commemorativa per l'operazione Vespri Siciliani.

## Conferimento della medaglia d'oro
Ad Andrea Millevoi è stata conferita la Medaglia d'Oro al Valor Militare, con la seguente motivazione: